# Vuelo 60 de All Nippon Airways
El vuelo 60 de All Nippon Airways (全日空60便 Zennikkū 60 Bin?) era un avión Boeing 727-81 de All Nippon Airways que realizaba un vuelo comercial nacional japonés desde el antiguo aeropuerto de Sapporo Chitose (ahora base aérea de Chitose) al aeropuerto Internacional de Haneda en Tokio. El 4 de febrero de 1966, las 133 personas a bordo murieron cuando el avión se estrelló misteriosamente en la bahía de Tokio a unos 10,4 km (6,5 millas; 5,6 nmi) de Haneda en condiciones climáticas despejadas mientras se aproximaba de noche. El accidente permanece como uno de los peores involucrando a un solo avión. Y el peor en Japón antes del Vuelo 123 de Japan Airlines 19 años después. Nunca se determinó la causa del accidente.
El número de muertos de 133 convirtió al accidente en el accidente de un solo avión más mortífero del mundo en ese momento, así como en el segundo accidente de aviación más mortífero en general detrás de la colisión aérea de Nueva York de 1960. El número de muertos en un solo avión finalmente se superaría cuando un Lockheed C-130B Hercules fue derribado en mayo de 1968, matando a 155 personas. En términos de aviación comercial, el número de muertos en un solo avión no se superaría hasta el accidente del vuelo 742 de Viasa, que se estrelló en el despegue y mató a las 84 personas a bordo de la aeronave, así como a 71 personas en tierra.
Fue el desastre aéreo más grave de 1966, y el primero de 3 accidentes en suelo japonés en un mes. Siendo el Vuelo 402 de Canadian Pacific Air Lines el 4 de Marzo, y el Vuelo 911 de BOAC, tan solo 24 horas después.  

## Pasajeros y tripulación
La aeronave transportaba 126 pasajeros y una tripulación de siete. La mayoría de los pasajeros regresaban del Festival anual de la nieve de Sapporo, a 600 millas al norte de Tokio.

## Accidente
Volando con tiempo despejado, el vuelo 60 de ANA estaba a solo unos minutos del aeropuerto de Haneda cuando su piloto comunicó por radio que aterrizaría visualmente sin instrumentos. Luego, el avión de pasajeros desapareció de las pantallas de radar.
Los aldeanos a lo largo de la costa y el piloto de otro avión dijeron que vieron llamas en el cielo alrededor de las 7 p. m., el momento en que el avión debía aterrizar. Luego, los pescadores y los barcos de la Fuerza de Defensa Japonesa comenzaron a recoger cuerpos de las turbias aguas de la bahía. Habían recogido aproximadamente 20 cuando un portavoz de la aerolínea anunció que se había encontrado el fuselaje con decenas de cuerpos en su interior. Dijo que esto llevó a la creencia de que todos a bordo estaban muertos. Los ganchos de agarre de un barco de la Guardia Costera sacaron los restos.
La cola de la aeronave, incluidos al menos dos de los tres motores, el estabilizador vertical y el estabilizador horizontal se recuperaron casi intactos. El resto de la aeronave prácticamente se desintegró con el impacto.

## Serie de accidentes
Este accidente fue uno de los cinco desastres aéreos fatales, cuatro comerciales y uno militar, en Japón en 1966. Un mes después de la desaparición del vuelo 60 de ANA, el vuelo 402 de Canadian Pacific Air Lines, un Douglas DC-8, golpeó las luces de aproximación y un malecón en Haneda, matando a 64 de los 72 a bordo. Menos de 24 horas después, el vuelo 911 de BOAC, un Boeing 707, fue realmente fotografiado mientras pasaba rodando junto a los restos aún humeantes del avión canadiense, y luego se rompió un par de horas después mientras volaba sobre el monte Fuji debido a la turbulencia del aire claro poco después de la salida, matando a los 124 pasajeros y tripulación. Un Convair 880-22M de Japan Air Lines se estrelló y mató a cinco personas el 26 de agosto. Finalmente, el vuelo 533 de All Nippon Airways se estrelló y mató a 50 personas el 13 de noviembre. El efecto combinado de estos cinco accidentes sacudió la confianza pública en la aviación comercial en Japón. y tanto Japan Airlines como All Nippon Airways se vieron obligadas a recortar algunos servicios domésticos debido a la reducción de la demanda.